# Jim Erickson
James Erickson, detto Jim (...), è uno scenografo statunitense.

## Biografia
Ha vinto l'Oscar alla migliore scenografia nell'ambito dei Premi Oscar 2013 per il suo lavoro in Lincoln, condiviso con Rick Carter.